# Carl Lewis
Frederick Carlton (Carl) Lewis (Birmingham (Alabama), 1 juli 1961) is een Amerikaans oud-atleet, die in zijn carrière tien olympische medailles, waarvan negen gouden, en op de wereldkampioenschappen atletiek tien medailles won, waarvan acht gouden. De regelmatig onderbroken carrière van Lewis duurde van 1979 tot 1996, toen hij zijn negende olympische titel veroverde.
Lewis was een sprinter en verspringer, die vanaf 1980 tot begin jaren negentig regelmatig nummer één stond op de wereldranglijst op de onderdelen 100 m en 200 m sprint en het verspringen. Hij verbeterde de wereldrecords op de 100 m, 4 x 100 m estafette en 4 x 200 m estafette. In 1982, 1983 en 1984 werd hij door Track & Field News, een Amerikaans atletiekblad, gekozen tot atleet van het jaar. Zijn in tien jaar neergezette reeks van 65 opeenvolgende overwinningen in het verspringen is een van de opmerkelijkste prestaties ooit neergezet in de atletiek.
Voor zijn prestaties werd hij onder meer door het IOC gekozen tot Sportman van de Eeuw en door het Amerikaanse sportblad Sports Illustrated tot Olympiër van de Eeuw. Lewis speelde een belangrijke rol in de professionalisering van de atletieksport en stelde zo atleten in staat lucratievere en langere carrières te hebben.

## Jeugd
Lewis werd in Birmingham (Alabama) geboren en groeide op in Willingboro Township (New Jersey), in de buurt van Philadelphia. Zijn moeder, Evelyn Lawler, was zelf atlete en zat in het Pan-Amerikaanse hordeloopteam in 1951. Zijn zus Carol was ook actief in de sport. Op zevenjarige leeftijd was ze sprinter en op dertienjarige leeftijd verspringer. Ze kreeg bekendheid nog voordat Carl dat kreeg en hield het Amerikaanse record verspringen van 1985 tot 1987 (7,04 m). Zijn broer Cleveland Lewis was voetballer. 
Zijn ouders verhuisden naar Philadelphia, nadat zijn moeder gezegd had "het niet meer aan te kunnen", na op televisie te hebben gezien hoe haar man tijdens een burgerrechtendemonstratie door de politie met een waterkanon werd bestookt. Over opgroeien in het raciaal diverse Willingboro zei Lewis dat het "als een ervaring uit een boek" was.
Zijn ouders William McKinley Lewis Jr. en Evelyn Lawler, beiden docent, startten de Willingboro Track Club voor meisjes, omdat het de openbare scholen ontbrak aan atletiekprogramma's voor meisjes. Als ze geen babysitter voor de jonge Carl konden vinden, amuseerden hij en zijn jongere zus zich op de atletiekbaan in de zandbak van het verspringen. De vereniging liet al snel ook jongens toe en Carl begon hier zijn atletiekcarrière.
Lewis was niet meteen een veelbelovend atleet. Terwijl zijn oudere broers en zus meer progressie boekten, zag hij zichzelf als het zwakste gezinslid. Hoewel hij aanvankelijk niet als een belofte gold, moedigden zijn ouders hem aan zichzelf doelen te stellen en deze te bereiken. Jesse Owens gold als een jeugdidool; zijn vader vertelde met diep respect over de voormalige atleet. Toen Lewis ongeveer negen jaar oud was liep hij Owens tegen het lijf, die hem adviseerde om "vooral plezier te hebben."
Zijn vader, Bill Lewis, stierf aan kanker en Lewis begroef zijn eerste olympische medaille bij zijn vader.

## Atletiekcarrière

### 1979: De opkomst van een atleet

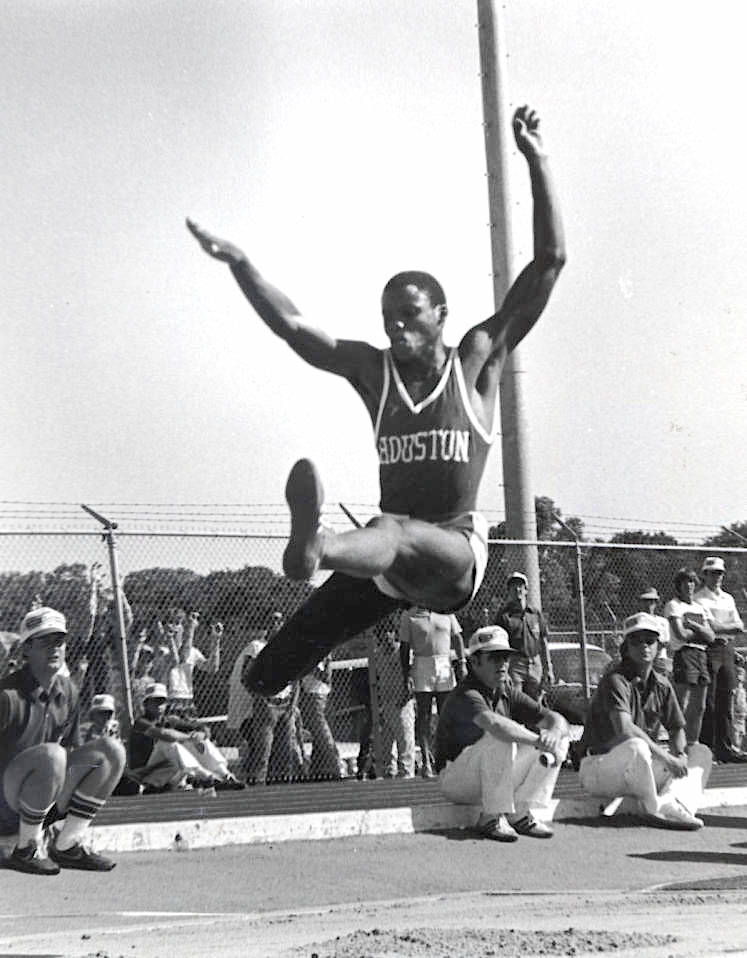
Carl Lewis springt voor de Universiteit van Houston

Lewis begon op zijn dertiende met verspringen. Als eerstejaars was hij een van de beste verspringers in New Jersey. Toen hij in zijn laatste jaar zat, had hij zich inmiddels ontwikkeld tot een van 's werelds beste verspringers. Talloze hogescholen probeerden Lewis binnen te halen, uiteindelijk koos hij voor de Universiteit van Houston, waar Tom Tellez coachte. Tellez zou gedurende Lewis' hele carrière zijn coach blijven. Daags nadat hij in 1979 zijn diploma behaalde, brak Lewis het verspringrecord van zijn school met een sprong van 8,13 m.
Lewis gaf meteen te verstaan dat hij zijn brood wilde verdienen met zijn capaciteiten, ook al gold de atletiek als een amateursport. Toen hij na zijn aankomst op de universiteit van Houston Tellez voor het eerst ontmoette, zei Lewis: "Ik wil miljonair worden en ik wil nooit een gewone baan hebben!" Aan het einde van zijn eerste universiteitsjaar haalde Lewis voor het eerst de wereldranglijst, gepubliceerd in Track & Field News, een Amerikaanse publicatie en zelf geproclameerde "Sportbijbel." Hij stond vijfde van de wereld bij het verspringen. (Alle volgende meldingen van ranglijsten refereren aan Track & Field News.)
Lewis kwalificeerde zich, op de onderdelen verspringen en 4 x 100 m estafette, voor de Amerikaanse selectie die naar de Zomerspelen van 1980 afgevaardigd werd. Hoewel hij zich toelegde op het verspringen, kwam zijn sprinttalent aan het licht. Doordat de VS de Olympische Spelen van 1980 in Moskou boycotten, kwam Lewis niet in actie. Lewis sloot het jaar af als 's werelds zesde bij het verspringen en zevende bij de 100 m.

### 1981–1982: De doorbraak

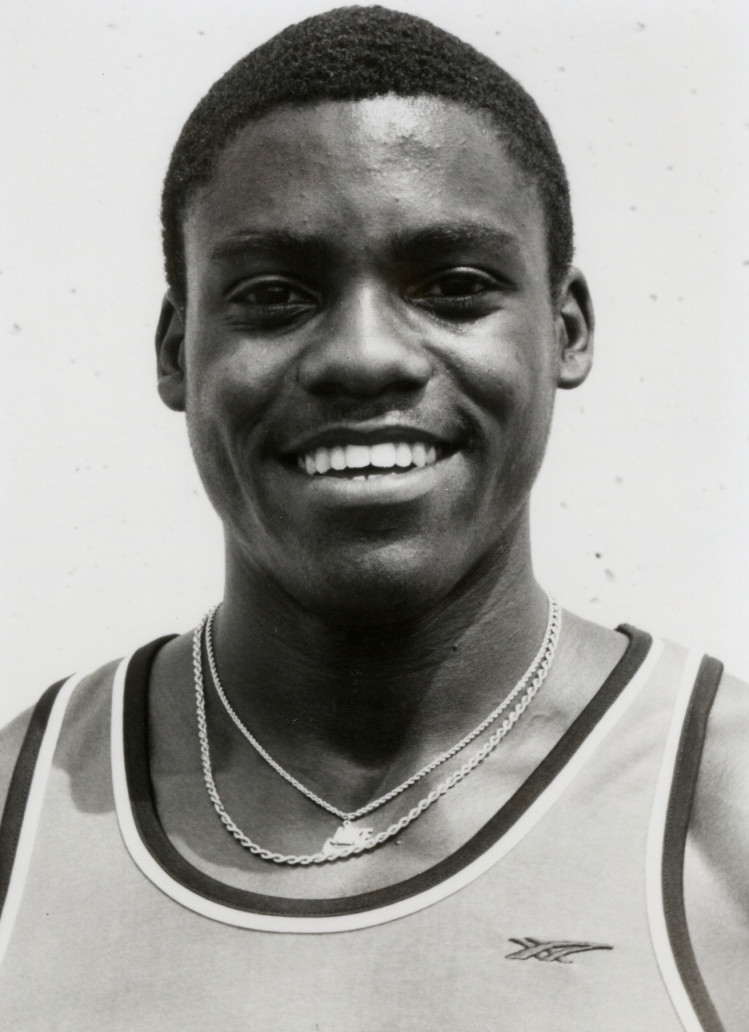

Van 1981 tot 1992 zou Lewis zesmaal de wereldranglijst 100 m aanvoeren (de prestatie van Ben Johnson in 1987 wordt genegeerd) en nooit lager staan dan een derde plek. In dezelfde periode voerde hij negenmaal de wereldranglijst aan en stond hij de overige keren tweede. Hij won zijn eerste van zes NCAA-titels voor de universiteit van Houston en won zijn eerste nationale titels op de 100 m en bij het verspringen. Omdat het uitzonderlijk was dat een atleet in beide disciplines uitkwam en deze domineerde, werden vergelijkingen met Jesse Owens gemaakt, die in de jaren dertig op deze onderdelen domineerde.
Begin 1981 stamde zijn beste prestatie in het verspringen nog uit zijn schoolperiode twee jaar eerder. Op 20 juni verbeterde Lewis zijn persoonlijk record met een sprong van 8,62 gedurende het TAC Kampioenschap; Lewis was destijds nog steeds een tiener. Lewis zette de tweede beste sprong aller tijden neer (na Bob Beamon) en sprong een wereldrecord voor laaglandbanen.
Hoewel sprongen op grote hoogte in aanmerking komen voor wereldrecords, zijn sommige puristen van mening dat de ijlere lucht op deze hoogte de atleet een oneigenlijk voordeel verschaft. Sommigen vinden dat records die op hoogte gesprongen zijn, evenals sprongen met een rugwind van meer dan 2 m/s, genegeerd moeten worden. Voordeel wordt met name behaald bij sprint- en springonderdelen, omdat het voordeel van ijlere lucht bij de langere afstanden wordt opgeheven door een lager zuurstofpercentage in de lucht. Lewis was vastbesloten om zijn records op zeeniveau te springen en zich te ontdoen van "het luchtje" dat er kleefde aan "geholpen" records. Als reactie op een vraag waarom hij een wedstrijd op hoogte aan zich voorbij liet gaan, antwoordde hij: "Ik wil dat record en ben van plan het te krijgen, maar ik wil niet die '(H)' (voor een op hoogte gevestigd record) erachter hebben staan." Toen hij begin jaren tachtig bekendheid verwierf, waren alle bestaande sprint- en verspringrecords bij de mannen in het hooggelegen Mexico-Stad gevestigd.
In 1981 was Lewis 's werelds snelste man op de 100 m. Zijn tot dan toe bescheiden beste prestatie uit 1979 (10,67 s) verbeterde hij een jaar later tot 10,21, een prestatie van wereldklasse. Op 16 mei 1981 liep hij een tijd van 10,00 op de Southwest Conference Championships in Dallas, destijds de derde tijd ooit gelopen en de snelste tijd op een laaglandbaan. Lewis voerde voor het eerst de wereldranglijst aan op zowel de 100 m als het verspringen. Bovendien won hij de James E. Sullivan Award, de trofee voor de beste amateuratleet van de VS. Zijn verlies tegen Larry Myricks bij het verspringen tijdens de TAC indoorkampioenschappen in februari zou het laatste in meer dan tien jaar blijken te zijn.
In 1982 leek het er voor het eerst op, dat iemand een serieuze aanval op het verspringrecord van Bob Beamon zou kunnen doen. Diens sprong van 8,90 tijdens de Zomerspelen van 1968 geldt als een van de indrukwekkendste prestaties op atletiekgebied ooit. Vóór Lewis was de 8,53 slechts tweemaal door twee atleten overschreden: Beamon en de olympisch kampioen van 1980, Lutz Dombrowski. In 1982 sprong Lewis in de buitenlucht vijfmaal verder dan 8,53 en tweemaal binnen, waarvan een keer 8,76 op 24 juli in Indianapolis. Tevens sprintte hij naar een tijd van 10,00 op de 100 m, 's werelds snelste tijd en een evenaring van zijn laaglandrecord uit 1981. Deze tijd liep hij in hetzelfde weekend waarin hij twee keer 8,61 sprong en met 8,76 een laaglandrecord in Indianapolis vestigde.
Lewis consolideerde zijn nummer 1-rangschikking op de 100 m sprint en het verspringen en voegde hier een zesde plek op de 200 m aan toe. Track & Field News riep hem bovendien uit tot Atleet van het Jaar.

### 1983: Het eerste wereldkampioenschap

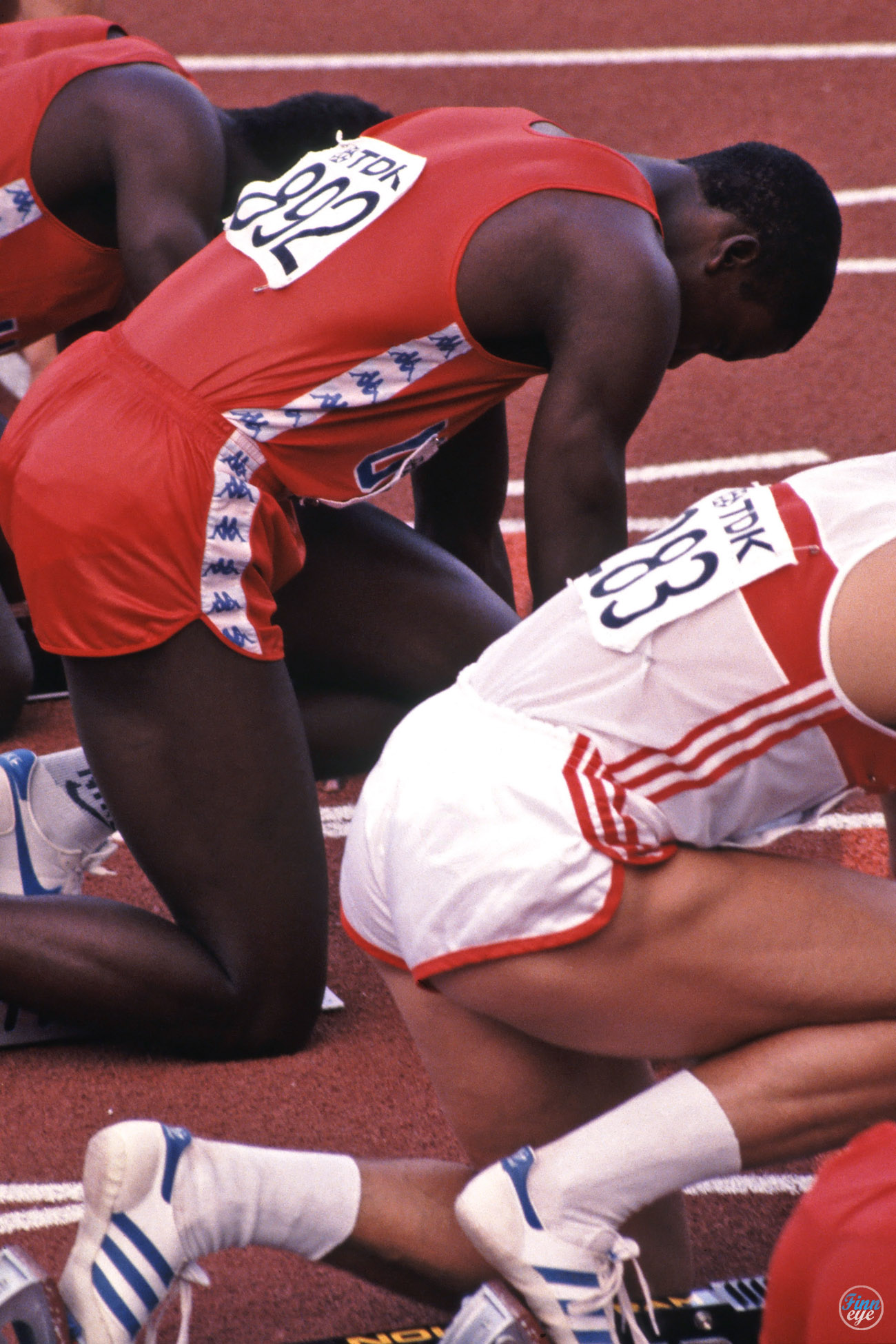
Aan de start bij de WK in 1983

In 1983 organiseerde de International Association of Athletics Federations (IAAF) de eerste wereldkampioenschappen atletiek. Het evenement zou een van de grootste sportevenementen van het jaar blijken te zijn. Een recordaantal van 154 landen deed mee aan dit evenement, meer dan ooit aan de recent door boycotten geplaagde Olympische Spelen hadden deelgenomen. 
Tijdens de wereldkampioenschappen leek het voorbestemd, dat Lewis het moest opnemen tegen de man die hem voor het laatst had verslagen: Larry Myricks. Hoewel Myricks, net als Lewis, dat jaar verder dan 8,53 gesprongen had, kwalificeerde hij zich niet voor het Amerikaanse team en zo werd Lewis relatief gemakkelijk wereldkampioen in Helsinki. Met zijn winnende sprong van 8,55 sprong hij 26 cm verder dan Jason Grimes, de winnaar van de zilveren medaille.
De 100 m won Lewis in 10,07. Calvin Smith, die eerder dat jaar met 9,93 een wereldrecord op hoogte had gevestigd, liep 10,21. Smith won de 200 m, een onderdeel waarop Lewis verstek liet gaan. Op 19 juni had hij de TAC/Mobil kampioenschappen gewonnen in 19,75, de tweede beste tijd ooit gelopen op de 200 m en een record voor laaglandbanen, drie honderdste seconde achter Pietro Mennea's in 1979 gelopen wereldrecord. Als slotloper van het 4 x 100 m Amerikaanse estafetteteam won hij zijn derde gouden medaille in een tijd van 37,86, een wereldrecord en het eerste in zijn carrière.
Lewis' voornaamste doel tijdens de wereldkampioenschappen was het winnen van gouden medailles, niet het vestigen van wereldrecords. In de atletiekwereld kent men een gezegde: "Je houdt de medailles, maar leent slechts de records." Er waren ook meer praktische redenen om medailles na te streven, eerder dan records. In het competitieve klimaat waardoor wereldkampioenschappen en Olympische Spelen zich kenmerken en met veel meer toeschouwers en media-aandacht dan kwalificatieronden, waarin een enkele misstap diskwalificatie kan inhouden, en andere wedstrijden, is het niet aan te bevelen om als atleet voluit te gaan, en zo misstappen en blessures te riskeren. Bovendien wordt een wereldrecord gevestigd onder ideale omstandigheden, iets dat niet op elk willekeurig moment een gegeven is. Dit verklaart ten dele waarom Lewis' beste jaarprestaties tijdens de 100 m en het verspringen niet geleverd werden tijdens de wereldkampioenschappen, maar in andere wedstrijden. Hij werd de eerste atleet die onder de 10 seconden liep op een laaglandbaan, toen hij op 14 mei 9,97 klokte in Modesto. Zijn gouden medaille tijdens de wereldkampioenschappen atletiek en zijn snelle tijden leverden hem de nummer 1-positie in de 100m-rangschikking dat jaar op, ondanks Calvin Smiths wereldrecord. Tijdens de TAC kampioenschappen op 19 juni, zette hij een wereldrecord voor laaglandbanen bij het verspringen neer, met een sprong van 8,79 en verdiende zo zijn nummer 1-klassering bij het verspringen. Hij werd tweede in het klassement van de 200 m, ondanks zijn wereldrecord van 19,75 voor laaglandbanen. Dit omdat Smith goud had gewonnen tijdens de wereldkampioenschappen en titels doorgaans zwaarder wegen dan gelopen tijden bij de Track & Field News-rangschikking. Lewis werd wederom tot Atleet van het Jaar uitgeroepen door het blad.
Nu lagen de Olympische Zomerspelen en het evenaren van Owens vier gouden medailles tijdens de Spelen van 1936 in het verschiet.

### 1984: De zoektocht naar het evenaren van Jesse Owens

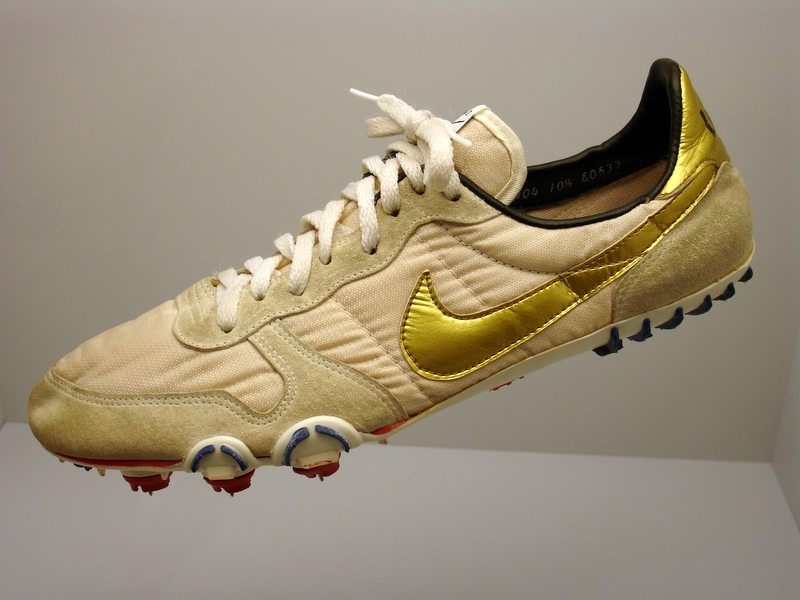
Schoenen van Carl Lewis

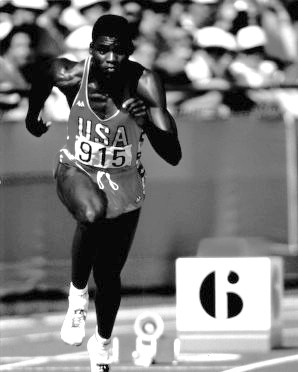
Carl Lewis in 1984

Lewis was begin 1984 minder bekend in zijn eigen land, als gevolg van de relatief lage waardering van atletiek in de VS. Hoewel de VS jaarlijks het sterkste of een van de sterkste atletiekteams ter wereld voortbrengt, mogen de atletieksterren zich slechts tijdens de Olympische Spelen op echt grote aandacht verheugen. In 1984 was Lewis niet alleen een gevestigde naam in de sport, de Zomerspelen werden ook nog eens voor het eerst in een halve eeuw in Amerika gehouden. De Spelen van Los Angeles 1984 zouden van Lewis een begrip in de VS maken.
Gezien Lewis' doel om rijk en bekend te worden en zijn bereidheid om de media op te zoeken en zijn hart te luchten, bespraken hij en zijn manager Joe Douglas, oprichter en manager van de Santa Monica Track Club waarvan Lewis lid was, openlijk zijn wens om Owens' record van vier gouden medailles tijdens één olympisch evenement te evenaren en om hierna deze prestatie met de aanbiedingen die hier zeker op zouden volgen, te gelde te maken. Naar wat bleek zou hij zijn eerste doel gemakkelijker bereiken dan zijn tweede, althans in de VS.
Lewis begon aan zijn queeste met een overwinning op de 100 m. Hij sprintte naar een tijd van 9,99, waarmee hij zijn landgenoot Sam Grady, tweede in de race, op 0,20 seconden achterstand liep. Het tweede onderdeel, het verspringen, won Lewis eveneens. Zijn derde gouden medaille op de 200 m behaalde hij in een olympische recordtijd van 19,80. Zijn vierde gouden medaille, haalde hij als slotloper tijdens de 4 x 100 m estafette, waarin hij met zijn team het eerder dat jaar tijdens de wereldkampioenschappen gelopen wereldrecord van 37,83 evenaarde.
Lewis presteerde wat hij zichzelf als doel had gesteld. Hij evenaarde Jesse Owens' legendarische prestatie door vier gouden medailles op één Olympische Spelen te winnen en had dit bovendien met relatief gemak gedaan. Hoewel sommige onderdelen gedevalueerd waren door de afwezigheid van de Sovjetatleten, die de spelen boycotten, was het niet waarschijnlijk dat een van hen Lewis had kunnen bedreigen op zijn onderdelen. Lewis had echter ook verwacht enkele lucratieve overeenkomsten te kunnen sluiten, maar die kwamen in de VS nauwelijks tot stand. Hoewel geen enkele reden of incident als schuldige hiervoor kan worden aangewezen, was het voor Lewis een onheilspellende voorbode dat hij niet makkelijk door het Amerikaanse publiek omarmd zou worden, eens te meer door de controverse rond de verspringwedstrijd die zou opduiken.
Lewis sloot het jaar af als nummer een van de ranglijsten op de 100 m, 200 m en het verspringen. Voor het derde jaar op rij kreeg hij de titel Atleet van het Jaar van het blad Track & Field News.
Carl Lewis werd tevens gedraft door de Chicago Bulls in de tiende ronde van de 1984 NBA-draft (hetzelfde jaar waarin Michael Jordan in de eerste ronde als derde gedraft werd). Hij zou nooit in de NBA uitkomen.

### 1985–1986: Ben Johnson ontpopt zich als concurrent
Na de Olympische Spelen van Los Angeles handhaafde Lewis zijn dominante positie in de atletiekwereld, bij het verspringen in het bijzonder. Hij zou de komende zeven jaar geen wedstrijd meer verliezen. Bij de 100 m echter werd Lewis' suprematie door enkele concurrenten betwist. Zijn 100-meterrecord op een laaglandbaan was door landgenoot Mel Lattaney, die vlak voor de Spelen van 1984 9,96 liep, verbeterd. Zijn grootste uitdager zou echter de Canadees Ben Johnson blijken te zijn, die op de Olympische Spelen van 1984 nog achter Lewis naar het brons liep. Johnson zou Lewis in 1985 eenmaal verslaan; Lewis werd tevens door anderen verslagen, maar zou de meeste van zijn races winnend afsluiten. Lewis behield zijn eerste positie op de 100 m ranglijst, Johnson werd tweede. In 1986 versloeg Johnson Lewis overtuigend op de Goodwill Games in Moskou en klokte tevens met 9,95 een wereldrecord voor laaglandbanen. Aan het einde van het jaar had Johnson de nummer 1-positie verworven en was Lewis afgezakt naar een derde plek; hij verloor dat jaar meer races dan hij won. Zelfs bij het verspringen leek hij kwetsbaar, een onderdeel waarop hij spaarzaam uitkwam en in 1986, noch een jaar eerder, verloor. Lewis sloot het jaar af als nummer twee op dit onderdeel, achter Robert Emmijan, die met een geldige sprong van 8,61 de beste wereldjaarprestatie had neergezet.

### 1987: De wereldkampioenschappen in Rome
De wereldkampioenschappen van 1987 in Rome boden Lewis de kans om de stimulans die hij in de voorgaande twee jaren verloren leek te hebben, terug te winnen.
Om zich op zijn sterkste onderdeel, het verspringen, te richten liet hij de 200 m aan zich voorbijgaan en maakte gebruik van elke poging. Dit was geen reactie op de 1984-controverse; het was het gevolg van de deelname van Robert Emmijan, 's werelds tweede man die verder dan 29 voet had gesprongen. Emmijan was, weliswaar op hoogte, tot een afstand van 8,86 gekomen en kwam hiermee 4 cm tekort om het wereldrecord van Bob Beamon te evenaren. Emmijan kwam die dag echter niet verder dan 8,56, Lewis sprong vier keer over de 8,60 en won de gouden medaille met 8,67. Lewis liep als slotloper van het 4 x 100 m estafetteteam naar de derde beste prestatie ooit op deze afstand, in een tijd van 37,90.
Het meestbesproken onderdeel en het onderdeel dat de meeste commotie veroorzaakte was de 100 m. Ben Johnson had tot dat moment tot driemaal toe onder de tien seconden gelopen, terwijl Lewis dit geen enkele keer was gelukt. Lewis oogde echter sterk in de 100-m-kwalificatieronden en liep in 10,03, met tegenwind, naar een kampioenschapsrecord. In de finale nam Johnson echter het voortouw en finishte in 9,83, een wereldrecord. Lewis werd ondanks een tijd van 9,93, een evenaring van het oude wereldrecord, tweede.
Terwijl Johnson zich onderdompelde in de glorie die zijn overwinning hem gebracht had, zocht Lewis naar excuses om zijn verlies te verklaren. Eerst claimde hij een valse start door Johnson, toen zei hij verzwakt te zijn door een maagvirus en als laatste, zonder namen te noemen, merkte hij op: "Er duiken veel namen uit het niets op. Ik denk niet dat ze dat zonder drugs doen." Hij voegde hieraan toe: "Ik zou 9,80 s of sneller kunnen lopen als ik nu drugs tot mijn beschikking had." Dit luidde de start in van een tijdperk, waarin Lewis herhaaldelijk vroeg om de prestatiebevorderende middelen uit de atletiekwereld te verbannen. Cynici merkten op dat het probleem al jaren in de sport aanwezig was en dit pas een doel voor Lewis werd, toen hij verloor. Als reactie op de aantijgingen, zei Johnson: "Toen Carl Lewis alles won, heb ik geen kwaad woord over hem gesproken. En wanneer de volgende man langszij komt en mij verslaat, zal ik ook daarover niet klagen."

### 1988: De Spelen van Seoel
Lewis verloor in 1987 niet alleen op het koningsnummer van de atletiek, hij verloor tevens zijn vader. Carl legde zijn gouden medaille, die hij op de Spelen van 1984 op de 100 m gewonnen had, in de handen van de overleden William McKinley Lewis Jr., om met hem begraven te worden. "Maak je geen zorgen," zei hij tegen zijn moeder, "ik zal er nog een winnen." Lewis zou nog vaak herhalen, dat zijn vader een belangrijke motiverende factor voor dit seizoen vormde. "Er is veel gebeurd in mijn leven het afgelopen jaar, met name de dood van mijn vader. Dat motiveerde mij om het maximale uit mezelf te halen dit seizoen," zei hij nadat hij Johnson op 17 augustus in Zürich verslagen had.
Het verslaan van Johnson, zo vlak voor de Olympische Spelen, maakte deel uit van een jarenlange strijd vol wrok, tussen de twee atleten. Het Johnsonkamp had Johnson verdedigd tegen Lewis' aantijgingen, maar was ook druk doende om hem klaar te stomen, nadat hij tijdens het indoorseizoen een hamstringblessure had opgelopen. Toen Lewis Johnson in hun eerste treffen na zijn verlies tijdens de wereldkampioenschappen in Rome versloeg, steeg het drama naar grotere hoogten. Lewis sprintte naar 9,93, een evenaring van zijn tijd die hij in Rome liep, Johnson liep 10,00, waarmee hij aantoonde goed te herstellen van zijn blessure, maar de vraag of hij klaar zou zijn voor de olympische finale over een maand onbeantwoord liet.
De 100m-finale van de Olympische Zomerspelen 1988 was een van de meest gehypete sportgebeurtenissen van het jaar; de dramatische uitslag geldt volgens velen als een van dé sportgebeurtenissen van de eeuw. In de kwartfinales van de 100m-kwalificatie werd Johnson bijna uitgeschakeld, hij liep te vroeg uit en werd door twee man voorbijgestreefd. Zijn tijd behoorde echter tot die van de tijdsnelsten en op basis hiervan kwalificeerde hij zich voor de halve finale. In de halve finales, een dag later, liepen Lewis en Johnson respectievelijk 9,93 en 10,03 met tegenwind. In de finale had Johnson de snelste start en kwam al snel aan de leiding. Lewis, die niet bekendstond om zijn snelle start, liep na dertig meter op de derde plek en haalde de Canadees Desai Williams na zestig meter in. In de slotmeters wist Lewis Johnson, die twee meter voorlag, niet meer bij te halen en Johnson won in de wereldrecordtijd van 9,79. Lewis werd tweede, zijn 9,92 was een Amerikaans record. Johnson herhaalde het oude gezegde uit de atletiekwereld, dat titels prevaleren boven records, "Ze kunnen mijn record breken, maar mijn gouden medaille kunnen ze me nooit afnemen." Dit had hij echter fout. Drie dagen later testte hij positief op steroïdengebruik, zijn gouden medaille werd hem afgenomen en Lewis werd tot winnaar uitgeroepen. Hiernaast werd Lewis' tijd als olympisch record erkend.
Hoewel hij zijn prestaties van 1984 qua aantal gewonnen gouden medailles niet kon evenaren, bereikte hij een mijlpaal in zijn carrière door de 100 m te winnen: zijn 9,92 op de 100 m zou zijn eerste in de buitenlucht gevestigde wereldrecord zijn geweest. "Zou", omdat, ondanks Johnsons diskwalificatie voor steroïdengebruik tijdens de Spelen in Seoel, zijn tijdens de wereldkampioenschappen van 1987 gelopen wereldrecord bleef staan. Nadat Johnson tijdens een verhoor in 1989 onder ede toegaf al veel langer steroïden te gebruiken, verloor deze zijn in 1987 gelopen wereldrecord en kreeg Lewis dit op basis van zijn in 1988 gelopen tijd toegekend. Lewis werd ook met terugwerkende kracht geacht tijdens de wereldkampioenschappen in 1987 met zijn tijd van 9,93 het toenmalige wereldrecord te hebben geëvenaard, een tijd die hij ook in Zürich had gelopen toen hij Johnson versloeg. Per 1 januari 1990 was Lewis voor het eerst wereldrecordhouder op de 100 m. Lewis was echter niet lang recordhouder, zijn landgenoot Leroy Burrell liep op 14 juni 1991 de 100 m in 9,90, waarmee hij Lewis' in Seoel gelopen record verbrak. Lewis had zijn nummer één positie als 100 m loper op de wereldranglijst verspeeld en terwijl hij ongeslagen bleef bij het verspringen, leek het erop dat de sprintwereld hem had ingehaald en voorbijgestreefd. Lewis antwoordde hierop door tijdens de aanstaande WK zijn beste prestaties ooit op de 100 m en bij het verspringen neer te zetten.

### 1991: De wereldkampioenschappen Atletiek, Lewis' beste prestaties
De WK van 1991 werden gehouden in Tokio. In de 100m-finale liep Lewis tegen de mannen die de afgelopen twee jaar nummer één op de wereldranglijst hadden gestaan: landgenoot Leroy Burrell en de Jamaicaan Ray Stewart. In wat de snelste 100 m race aller tijden zou blijken te zijn, met zes man die onder de 10,00 liepen, versloeg Lewis niet alleen de tegenstand, maar verbeterde bovendien met 9,86 het wereldrecord. Hoewel hij eerder wereldrecordhouder op deze afstand was, was dit de eerste keer dat hij de finishlijn passeerde met het predicaat "WR" achter zijn naam en de eerste keer, dat hij kon proeven van deze prestatie op het moment dat het feitelijk gebeurde. Lewis stonden de tranen in de ogen. "Mijn beste race ooit," zei hij. "De beste techniek, het snelst. En dat op mijn dertigste." Hiernaast liep hij als slotloper van het Amerikaanse 4 x 100 m estafetteteam in een tijd van 37,50 alweer een wereldrecord, de derde keer dat jaar dat hij als slotloper een 4 x 100 m estafetteteam aan een wereldrecord hielp.
Hoewel het 100m-record intussen al vele malen is verbeterd en andere 100m-races de in Tokio gelopen race naar de kroon steken als beste ooit, wordt de verspringfinale van Tokio beschouwd als een van de beste wedstrijden ooit gesprongen. Lewis moest het in de verspringfinale opnemen tegen zijn rivaal van de laatste twee jaren: Mike Powell, zilverenmedaillewinnaar op dit onderdeel tijdens de Spelen van Seoel en de hoogstgeklasseerde verspringer in 1990. Lewis had tot dat moment in geen tien jaar meer een verspringwedstrijd verloren, met winst in 65 opeenvolgende wedstrijden. Het was Powell onmogelijk gebleken Lewis te verslaan, hoewel hij meermalen, weliswaar na foutsprongen, in de buurt van het wereldrecord gekomen was. Powell had, net als onder meer Larry Myricks, ook meermalen afstanden gesprongen die Lewis zelf zelden sprong, om deze in zijn volgende of laatste beurt toch nog verder te zien springen. Lewis begon de wedstrijd op een ongekende wijze met een sprong van 8,68, een kampioenschapsrecord en een afstand die, naast Lewis, door slechts drie anderen gesprongen was. Powell, die als eerste sprong, had fout gesprongen in de eerste ronde, maar werd met een sprong van 8,58 tweede in de tweede ronde. Myricks deed ook aan de wedstrijd mee, maar kon de twee kemphanen niet bedreigen.
Lewis sprong, door de wind geholpen, 8,83 ver, een afstand waarmee hij op twee na alle verspringwedstrijden in de geschiedenis zou hebben gewonnen, maar wat uiteindelijk niet de winnende afstand bleek te zijn, noch Lewis' beste afstand die dag. Powell sprong wederom fout, zijn niet gemeten afstand wordt op 8,80 geschat. Lewis antwoordde met alweer een verre sprong, maar de windmeter gaf aan dat er te veel rugwind stond om voor een record in aanmerking te komen. De sprong werd met 8,91 wel als geldig beschouwd. Lewis had één centimeter verder gesprongen dan Bob Beamons wereldrecord van Mexico 1968.
In de vijfde ronde was het Powells beurt om te antwoorden. Deze keer sprong hij geldig en met een rugwind van 0,3 m/s bleef hij ruim binnen de toegestane marge om voor een record in aanmerking te komen. Het publiek ontplofte toen de afstand bekend werd gemaakt: 8,95, een wereldrecord: vijf centimeter verder dan het 23 jaar oude record van Beamon.
Lewis had nog twee pogingen te gaan en was nu niet in de achtervolging op Beamon, maar op Powell. Hij sprong 8,87 mét tegenwind, een persoonlijk record onder toegestane omstandigheden. In zijn laatste sprong kwam hij tot 8,84. Ondanks de druk om een wereldrecord te verslaan, had Lewis het gepresteerd om achter Powells wereldrecord de derde en vijfde verste sprong in de historie te springen en de tweede en derde beste sprong ooit op een laaglandbaan. Lewis had de beste serie sprongen uit de geschiedenis neergezet en verbeterde zelfs, zij het door de wind geholpen, het oude wereldrecord, maar verloor desalniettemin de wedstrijd. Powells record staat nog steeds in de boeken en Lewis' geldige sprongen zijn nog altijd de derde en vijfde beste prestaties ooit en gelden als de beste drie prestaties op laaglandbanen.
Lewis' reactie op een van de beste sportwedstrijden ooit verduidelijkt ten dele, waarom hij door velen niet echt gewaardeerd werd om zijn opmerkelijke prestaties. Onwillig erkende hij de prestatie van Powell. "Hij heeft het gewoon gedaan," zei Lewis over Powells winnende sprong. "Het lag zo dicht bij elkaar en het was de beste sprong uit zijn carrière en misschien springt hij wel nooit meer zo ver." Hoewel dit inderdaad voor Powell bleek te gelden (althans onder toegestane omstandigheden), gold dit ook voor Lewis zelf.
Met betrekking tot zijn prestaties op de wereldkampioenschappen van 1991, zei Lewis: "Dit is het beste toernooi van mijn leven geweest." Track & Field News ging nog een stapje verder en zei naar aanleiding van het kampioenschap, dat "het een moeilijk te weerleggen feit was dat Lewis de beste atleet was die ooit voet op een atletiekbaan zette."
Lewis schrijft zijn uitmuntende prestaties in 1991 gedeeltelijk toe aan een veganistisch dieet, dat hij sinds 1990 volgde.

### 1992: De Spelen en verder
Na zijn hoogtepunt in 1991, verloor Lewis zijn dominante positie zowel op de 100 m sprint als bij het verspringen. Hoewel hij in 1992 met de Santa Monica Track Club als slotloper in 1.19,11 een nieuw wereldrecord op de zelden door hem gelopen 4 x 200 m estafette vestigde, wist hij zich niet voor het olympisch team op de 100 m of 200 m te kwalificeren. In de laatstgenoemde race finishte Lewis als vierde tijdens de olympische kwalificaties, achter de rijzende ster Michael Johnson die met 19,79 een persoonlijk record liep. Het was de eerste keer dat de twee elkaar op een atletiekbaan tegenkwamen. Lewis kwalificeerde zich, als tweede achter Powell, wel voor het verspringen en stond op de lijst met genomineerden voor de 4 x 100 m estafette.
Op de Olympische Spelen van Barcelona sprong hij 8,67 in de eerste ronde van de verspringwedstrijd, waarmee hij Powell, die drie centimeter tekortkwam in zijn laatste poging, versloeg.
Tijdens de 4 x 100 m estafette liep Lewis, wederom als slotloper, naar een wereldrecord in 37,40. Met deze twee gouden medailles heeft hij er in totaal tien op zijn olympische palmares.
Lewis nam deel aan de wereldkampioenschappen atletiek 1993 in Stuttgart, werd vierde op de 100 m en kwam niet uit bij het verspringen. Hij veroverde wel zijn eerste medaille op de 200 m tijdens een wereldkampioenschap. In 19,99 liep hij naar een bronzen medaille. Dit zou naar wat later bleek zijn laatste medaille tijdens wereldkampioenschappen of Olympische Spelen op een loopafstand zijn. Blessures hielden Lewis de volgende jaren voor een groot deel aan de kant. In het seizoen 1996 maakte hij een comeback.

### 1996: De Spelen van Atlanta
Voor de vijfde keer kwalificeerde Lewis zich bij het verspringen voor het Amerikaans olympisch team, een unieke prestatie. Hoewel hij achtste werd tijdens de 100 m in het Amerikaanse kwalificatietoernooi voor de Spelen, kwam hij als lid van het Amerikaans olympisch team in aanmerking voor een plek in het estafetteteam. Op de Spelen van Atlanta weerhielden blessures wereldrecordhouder Powell en de op dat moment beste verspringer, de Cubaan Iván Pedroso, van memorabele resultaten. Lewis daarentegen, verkeerde in goede vorm. Hoewel niet behorend tot de categorie van zijn beste sprongen, was in de derde ronde zijn sprong van 8,50 met een marge van 21 cm op nummer twee, de Jamaicaan James Beckford, voldoende om het goud te winnen. Zo werd Lewis een van de drie olympiërs die hetzelfde onderdeel vier keer wonnen. Hierbij evenaarde hij met zijn negende gouden medaille de Finse atleet Paavo Nurmi, die tot dan toe een recordaantal gouden medailles gewonnen had, op Ray Ewry na, die, wanneer de in 1906 ingelaste Spelen worden meegeteld, tot een totaal van tien gouden medailles komt.
Na het onverwachte goud voor Lewis bij het verspringen, kon hij met winst op de 4 x 100 m estafette het record van Nurmi verbreken en zodoende de atleet met de meeste olympische gouden medailles worden. Elk lid van het Amerikaanse atletiekteam kon op deze afstand worden ingezet, ook al hadden ze nog nooit aan de afstand deelgenomen. Lewis zei zich geen moment te hoeven bedenken als hij hiervoor gevraagd werd, maar dat dit tot dusver niet gebeurd was. Tijdens Larry King Live, een Amerikaanse talkshow, vroeg hij de kijkers om op te bellen naar het Amerikaans Olympisch Comité om hun mening over de situatie te geven. Het feit dat Lewis het verplichte estafettetrainingskamp aan zich voorbij had laten gaan en eiste als slotloper te worden ingezet, droegen bij aan het debat. De uiteindelijke beslissing was om Lewis niet aan het team toe te voegen. Uiteindelijk werd het Amerikaanse team tweede achter Canada, de eerste keer dat een 4 x 100 m estafetteteam van de VS, na een foutloze race te hebben gelopen, was verslagen in een olympische finale. Het Canadese team liep de snelste tijd ooit gelopen in Amerika en er bestaat twijfel of het meelopen van Lewis enige invloed op de uitslag zou hebben gehad. "Canada werd in de Amerikaanse hype over het hoofd gezien, ondanks zilverenmedaillewinnaar Bruny Surin en de nieuwe wereldrecordhouder Donovan Bailey", aldus Track & Field News. Maar het Amerikaanse team werd ontegenzeggelijk afgeleid door de controverse en de vraag of Lewis' aanwezigheid van enige invloed op de uitslag zou zijn geweest, blijft onbeantwoord.
Hij trok zich in 1997 terug uit de atletiek.
In 1999 werd Lewis door het IOC verkozen tot "Sportman van de Eeuw" en door de IAAF gekozen als "Atleet van de Eeuw". Het Amerikaanse blad Sports Illustrated riep Lewis uit tot "Olympiër van de Eeuw".

### 2003: Doping
In 2003 overhandigde Dr. Wade Exum, de voorzitter van de dopingcontrole van het Amerikaanse Olympisch Comité (USOC), een aantal documenten aan Sports Illustrated, waaruit zou blijken dat honderd Amerikaanse sporters positief waren getest en eigenlijk niet naar de Olympische Spelen hadden gemogen. Een van hen was Lewis. Hij zou driemaal positief getest zijn op het gebruik van pseudo-efedrine, efedrine, fenylpropanolamine en verboden stimulerende middelen. Hij had niet mogen deelnemen aan de Olympische Spelen van 1988 (Seoel) en had voor zes maanden geschorst moeten worden.
Het USOC accepteerde de verklaring van Lewis dat hij dit onopzettelijk had gedaan en draaide deze beslissing terug. De atletiekfederatie IAAF ging bovendien niet over tot sancties omdat de gevonden concentraties te gering waren. Ook bij zijn ploeggenoten Joe DeLoach en Floyd Heard waren verboden middelen aangetroffen en zij gingen vrijuit om dezelfde reden.
"Carl deed niets fout. Het was nooit zijn bedoeling geweest. Tegen hem is nooit verteld dat hij de regels overtrad", verklaarde Martin D. Singer, de advocaat van Lewis. Later gaf Lewis toe dat hij driemaal positief getest was op het gebruik van verboden middelen in 1988 bij de Amerikaanse olympische trials. "Honderden anderen waren ook positief. Honderden anderen kwamen er ook mee weg. Iedereen werd gelijk behandeld. Voor mij werd er geen uitzondering gemaakt",
 meldde hij in de krant Orange County Register. "Het enige wat ik heb te zeggen is dat ik het betreurenswaardig vind wat Wade Exum probeert te doen. Ik snap niet waar mensen zo'n punt over maken. Iedereen werd op dezelfde manier behandeld."
In 2012 werd hij opgenomen in de IAAF Hall of Fame.

## Titels
- Wereldkampioen 100 m – 1983, 1987, 1991
- Wereldkampioen 4 x 100 m – 1983, 1991
- Wereldkampioen verspringen – 1983, 1987
- Olympisch kampioen 100 m - 1984, 1988
- Olympisch kampioen 200 m - 1984
- Olympisch kampioen 4 x 100 m - 1984, 1992
- Olympisch kampioen verspringen - 1984, 1988, 1992, 1996
- Amerikaans indoorkampioen 60 yd - 1983
- Amerikaans kampioen 100 m - 1981, 1982, 1983, 1986, 1990
- Amerikaans kampioen 200 m - 1983, 1997
- Amerikaans kampioen verspringen - 1981, 1982, 1983, 1986, 1987, 1991
- Amerikaans indoorkampioen verspringen - 1982, 1983, 1984, 1992
- NCAA-indoorkampioen 60 m - 1981
- NCAA-kampioen 100 m - 1988
- NCAA-indoorkampioen verspringen - 1980, 1981
- NCAA-kampioen verspringen - 1990, 1991
- Pan-Amerikaans jeugdkampioen 100 m - 1980
- Pan-Amerikaans jeugdkampioen 200 m - 1980

## Persoonlijke records
Outdoor
| Onderdeel   | Prestatie                | Datum            | Plaats       |
| ----------- | ------------------------ | ---------------- | ------------ |
| 100 m       | 9,86 s (ex-WR; +1,2 m/s) | 25 augustus 1991 | Tokio        |
| 200 m       | 19,75 s (+1,5 m/s)       | 19 juni 1983     | Indianapolis |
| 300 m       | 32,18 s                  | 18 augustus 1984 | Londen       |
| 400 m       | 47,01 s                  | mei 1993         | Houston      |
| verspringen | 8,87 m (-0,2 m/s)        | 30 augustus 1991 | Tokio        |

Indoor
| Onderdeel   | Prestatie   | Datum            | Plaats          |
| ----------- | ----------- | ---------------- | --------------- |
| 50 yd       | 5,31 s      | 13 februari 1981 | Toronto         |
| 50 m        | 5,72 s      | 14 februari 1984 | San Diego       |
| 60 yd       | 6,02 s      | 5 februari 1983  | Dallas          |
| 55 m        | 6,09 s      | 14 februari 1987 | East Rutherford |
| 60 m        | 6,60 s      | 10 februari 1989 | San Sebastian   |
| 200 m       | 20,75 s     | 3 april 1992     | San Sebastian   |
| verspringen | 8,79 m (WR) | 27 januari 1984  | New York        |

## Wereldrecords
Outdoor
| Onderdeel | Prestatie | Datum             | Plaats      |
| --------- | --------- | ----------------- | ----------- |
| 100 m     | 9,92 s    | 24 september 1988 | Seoel       |
| 100 m     | 9,86 s    | 25 augustus 1991  | Tokio       |
| 4 x 100 m | 37,86 s   | 10 augustus 1983  | Helsinki    |
| 4 x 100 m | 37,83 s   | 11 augustus 1984  | Los Angeles |
| 4 x 100 m | 37,67 s   | 7 augustus 1991   | Zürich      |
| 4 x 100 m | 37,50 s   | 1 september 1991  | Tokio       |
| 4 x 100 m | 37,40 s   | 8 augustus 1992   | Barcelona   |

Indoor
| Onderdeel   | Prestatie | Datum           | Plaats    |
| ----------- | --------- | --------------- | --------- |
| 4 x 200 m   | 1.18,68 s | 17 april 1994   | Barcelona |
| verspringen | 8,79 m    | 27 januari 1984 | New York  |

## Prestatieontwikkeling
| Jaar | 100 m   | 200 m   | verspringen |
| ---- | ------- | ------- | ----------- |
| 1979 |         |         | 8,13 m      |
| 1980 |         |         |             |
| 1981 | 10,00 s |         | 8,62 m      |
| 1982 | 10,00 s |         | 8,76 m      |
| 1983 | 9,97 s  | 19,75 s | 8,79 m      |
| 1984 | 9,99 s  | 19,80 s | 8,71 m      |
| 1985 | 9,98 s  |         | 8,62 m      |
| 1986 |         |         |             |
| 1987 | 9,93 s  | 19,92 s | 8,75 m      |
| 1988 | 9,92 s  | 19,79 s | 8,76 m      |
| 1989 |         |         | 8,54 m      |
| 1990 |         |         |             |
| 1991 | 9,86 s  |         | 8,87 m      |
| 1992 |         |         | 8,68 m      |
| 1993 | 10,02 s | 19,99 s |             |
| 1994 | 10,14 s |         | 8,66 m      |
| 1995 | 10,25 s | 20,29 s | 8,50 m      |
| 1996 |         |         |             |
| 1997 | 10,25 s |         |             |

## Prestaties

### 100 m
- 1980:  Pan-Amerikaanse jeugdkamp. - 10,43 s
- 1983:  WK - 10,07 s
- 1984:  OS - 9,99 s
- 1985:  Memorial Van Damme - 10,24 s
- 1986:  Goodwill Games - 10,06 s
- 1987:  WK - 9,93 s
- 1988:  OS - 9,92 s
- 1990:  Goodwill Games - 10,08 s
- 1990:  Grand Prix Finale - 10,12 s
- 1991:  WK - 9,86 s
- 1992:  Grand Prix Finale - 10,18 s
- 1993: 4e WK - 10,02 s

### 200 m
- 1980:  Pan-Amerikaanse jeugdkamp. - 20,72 s
- 1984:  OS - 19,80 s
- 1987:  Grand Prix Finale - 20,31 s
- 1988:  OS - 19,79 s
- 1993:  WK - 19,99 s

### verspringen
- 1979:  Pan-Amerikaanse Spelen - 8,13 m
- 1980:  Vriendschapsspelen - 7,77 m
- 1981:  Wereldbeker - 8,15 m
- 1983:  WK - 8,55 m
- 1984:  OS - 8,54 m
- 1985:  Memorial Van Damme - 8,62 m
- 1987:  WK - 8,67 m
- 1987:  Pan-Amerikaanse Spelen - 8,75 m
- 1988:  OS - 8,72 m
- 1990:  Goodwill Games - 8,38 m
- 1991:  WK - 8,91 m (+2,9 m/s)
- 1992:  OS - 8,67 m
- 1996:  OS - 8,50 m

### 4 x 100 m estafette
- 1980:  Pan-Amerikaanse jeugdkamp. - 39,61 s
- 1983:  WK - 37,86 s
- 1984:  OS - 37,83 s
- 1986:  Goodwill Games - 37,98 s
- 1987:  Pan-Amerikaanse Spelen - 38,41 s
- 1987:  WK - 37,90 s
- 1991:  WK - 37,50 s
- 1992:  OS - 37,40 s
- 1994:  Goodwill Games - 38,30 s

## Onderscheidingen
- IAAF-atleet van het jaar - 1988, 1991
- Hall of Fame (USA Track & Field) - 1991
- Sportman van de Eeuw (IOC) - 1999
- Atleet van de Eeuw (IAAF) - 1999
- Olympiër van de Eeuw (Sports Illustrated) - 1999
- James E. Sullivan Award - 1981
- IAAF Hall of Fame - 2012

## Voetnoten
1. 1 2 3 4 5 6 7  (en) CarlLewis.com
2. ↑  (en) Track & Field News, Jan. 1981, vol. 33 #12, p.13
3. ↑  (en) Track & Field News
4. 1 2 3 4  (en) All Time World Rankings - Men's Long Jump
5. 1 2 3 4  (en) all Time World Rankings - Men's 100 Meters
6. ↑  (en) Track & Field News, January 1982; vol. 34, #12, p. 74
7. ↑  (en) Track & Field News, January 1982; vol. 34, #12, p. 46
8. ↑  (en) Olympic world records may be wrong by Mike Martin
9. ↑  (en) Track & Field News, July 1982, vol. 35 #6, p. 61
10. ↑  (en) Track & Field News, July 1981, vol. 34 #6, p. 12
11. ↑  (en) https://web.archive.org/web/20120404031851/http://www.aausullivan.org/winners_1981.html
12. ↑  (en) http://espn.go.com/sportscentury/features/00014092.html
13. 1 2  (en) https://web.archive.org/web/20140104002640/http://sportsillustrated.cnn.com/features/cover/news/1999/12/02/awards/
14. ↑  (en) Track & Field News, January 1983, vol. 35 #12, p. 45
15. ↑  (en) http://www.iaaf.org/competitions/iaaf-world-championships/1st-iaaf-world-championships-in-athletics-3/results/men/long-jump/final/result. Gearchiveerd op 24 september 2015.
16. ↑  (en) http://www.iaaf.org/competitions/iaaf-world-championships/1st-iaaf-world-championships-in-athletics-3/results/men/100-metres/final/result
17. ↑  (en) http://www.iaaf.org/competitions/iaaf-world-championships/1st-iaaf-world-championships-in-athletics-3/results/men/200-metres/final/result. Gearchiveerd op 24 maart 2016.
18. 1 2  (en) Track & Field News August 1983, vol. 36, #7, p.4, 9
19. ↑  (en) http://www.iaaf.org/competitions/iaaf-world-championships/1st-iaaf-world-championships-in-athletics-3/results/men/4x100-metres-relay/final/result
20. ↑  (en) Track & Field News, June 1983, vol. 36 #5, p. 6,7
21. ↑  (en) Track & Field News, January 1984, vol. 36 #12, p. 22
22. ↑  (en) Track & Field News, January 1984, vol. 36 #12, p. 48
23. ↑  (en) Track & Field News, January/February 1986, vol. 39 #1–2, p. 14
24. ↑  (en) Track & Field News, July 1987, vol. 40 #7, p. 34
25. ↑  (en) http://www.iaaf.org/competitions/iaaf-world-championships/2nd-iaaf-world-championships-in-athletics-4/results/men/long-jump/final/result
26. ↑  (en) http://www.iaaf.org/competitions/iaaf-world-championships/2nd-iaaf-world-championships-in-athletics-4/results/men/4x100-metres-relay/final/result
27. ↑  (en) Track & Field News, January 1988, vol. 41, #1, p. 20
28. ↑  (en) Track & Field News, November 1987, vol. 40 #11, p. 9
29. 1 2  (en) Track & Field News, December 1987, vol. 40, #12, p. 28
30. ↑  (en) http://www.timesonline.co.uk/article/0,,9080-825664,00.html
31. ↑  (en) http://espn.go.com/classic/s/lewiscarladd.html. Gearchiveerd op 3 maart 2016.
32. ↑  (en) Track & Field News, October 1988, vol. 41, #10, p. 25
33. ↑  (en) http://www.sptimes.com/sports100/index.shtml
34. ↑  (en) Track & Field News, November 1988, vol. 41 #11, p. 10–11
35. ↑  (en) Track & Field News, November 1989, vol. 42, #11, p. 37
36. ↑  (en) Track & Field News, November 1991, vol. 44, #11, p. 9
37. ↑  (en) http://espn.go.com/sportscentury/features/00016079.html
38. ↑  (en) http://news.bbc.co.uk/sport1/hi/in_depth/2001/world_athletics/1451929.stm. Gearchiveerd op 24 januari 2022.
39. 1 2  (en) "Powell breaking long jump world record named 5th Greatest Moment", USA Track & Field, November 19, 2004
40. ↑  (en) https://web.archive.org/web/20070114012128/http://www.usatf.com/athletes/bios/oldBios/2001/Powell_Mike.asp
41. ↑  (en) Track & Field News, September 1988, vol. 41 #9, p. 18–19
42. ↑  (en) Track & Field News, August 1991, vol. 44 #8, p. 14–15
43. ↑  (en) Track & Field News, November 1991, vol. 44, #11, p. 30–31
44. ↑  "29-4 1/2! Soaring Powell Conquers Beamon's Record," The New York Times, 31 augustus 1991
45. 1 2  Track & Field News, November 1991, vol. .44, #11, p. 8
46. ↑  (en) http://www.earthsave.org/lifestyle/carllewis.htm
47. ↑  (en) Track & Field News, June 1992, vol. 45, #6, p.4–5
48. ↑  (en) Track & Field News, August 1992, vol. 45, #6, p. 8
49. ↑  (en) http://www.iaaf.org/competitions/iaaf-world-championships/4th-iaaf-world-championships-in-athletics-1/results/men/100-metres/final/result
50. ↑  (en) http://www.iaaf.org/competitions/iaaf-world-championships/4th-iaaf-world-championships-in-athletics-1/results/men/200-metres/final/result
51. ↑  (en) Track & Field News, September 1996, vol. 49, #9, p. 18
52. ↑  (en) Track & Field News October 1996, vol. 49, #10, p. 36
53. ↑  (en) https://www.olympic.org/uk/athletes/profiles/bio_uk.asp?PAR_I_ID=38298
54. ↑  (en) https://web.archive.org/web/20060513171724/http://encyclopedia.farlex.com/Lewis%2c+Carl
55. ↑  (en) http://www.iaaf.org/news/magazine/newsid=33173.html
56. ↑  (en) https://web.archive.org/web/20121019021717/http://sportsillustrated.cnn.com/si_online/scorecard/news/2003/04/15/sc/
57. ↑  (en) https://www.smh.com.au/articles/2003/04/17/1050172709693.html
58. ↑  (en) Lewis: "Who cares I failed drug test?"
59. ↑  (en) http://news.bbc.co.uk/sport1/hi/athletics/2968931.stm